# Astragalus brevicalyx
Astragalus brevicalyx là một loài thực vật có hoa trong họ Đậu. Loài này được (Eig) Ponert miêu tả khoa học đầu tiên năm 1972.